# دارکوب‌های گلگون
دارکوب‌های گلگون (نام علمی: Veniliornis) یک سرده از پرندگان خانوادهٔ دارکوبان است که بومی آمریکای مرکزی و جنوبی هستند.
این سرده ۱۴ گونه دارد. تقریباً همه آن دارای رنگ سرخ یا سرخ‌فام در بدن هستند که حداقل در نام چهار گونه آمده‌است.